# Kamer van volksvertegenwoordigers (samenstelling 1978-1981)
De lijst van leden van de Belgische Kamer van volksvertegenwoordigers van 1978 tot 1981. De Kamer van volksvertegenwoordigers telde toen nog 212 leden.  Het federale kiesstelsel was in die periode gebaseerd op algemeen enkelvoudig stemrecht voor alle Belgen van 21 jaar en ouder, volgens een systeem van evenredige vertegenwoordiging op basis van de Methode-D'Hondt, gecombineerd met een districtenstelsel.
De 44ste legislatuur van de Kamer van volksvertegenwoordigers liep van 11 januari 1979 tot 1 oktober 1981 en volgde uit de verkiezingen van 17 december 1978.
Tijdens deze legislatuur waren achtereenvolgens de regering-Martens I (april 1979 - januari 1980), de regering-Martens II (januari - mei 1980), de regering-Martens III (mei - oktober 1980), de regering-Martens IV (oktober 1980 - april 1981) en de regering-M. Eyskens (april - december 1981) in functie. De regering-Martens I steunde op een meerderheid van christendemocraten (CVP en PSC), socialisten (PS en BSP/SP) en FDF, de regering-Martens II op een meerderheid van christendemocraten en socialisten, de regering-Martens III op een meerderheid van christendemocraten, socialisten en liberalen (PVV en PRLW-PL/PRL) en de regeringen-Martens IV en -M. Eyskens op een meerderheid van christendemocraten en socialisten. De oppositie bestond dus uit PVV (behalve in de periode mei - oktober 1980), PRLW-PL/PRL (behalve in de periode mei - oktober 1980), Volksunie, FDF (vanaf januari 1980), RW, KPB-PCB, UDRT-RAD en Vlaams Blok.

## Zittingen
In de 44ste zittingsperiode (1978-1981) vonden drie zittingen plaats. Van rechtswege kwamen de Kamers ieder jaar bijeen op de tweede dinsdag van oktober.
| Zitting               | Opening         | Sluiting         |
| --------------------- | --------------- | ---------------- |
| buitengewone zitting  | 11 januari 1979 | 8 oktober 1979   |
| 2de zitting 1979-1980 | 9 oktober 1979  | 5 september 1980 |
| 3de zitting 1980-1981 | 14 oktober 1980 | 6 oktober 1981   |

De Kamers werden van rechtswege ontbonden door de verklaring tot herziening van de Grondwet van 5 oktober 1981.

## Samenstelling
| Begin legislatuur (1978) | Begin legislatuur (1978) | Begin legislatuur (1978) | Einde legislatuur (1981) | Einde legislatuur (1981) | Einde legislatuur (1981) |
| Fractie                  | Fractie                  | Zetels                   | Fractie                  | Fractie                  | Zetels                   |
| ------------------------ | ------------------------ | ------------------------ | ------------------------ | ------------------------ | ------------------------ |
|                          | CVP                      | 57                       |                          | CVP                      | 57                       |
|                          | PS                       | 32                       |                          | PS                       | 32                       |
|                          | BSP                      | 26                       |                          | SP                       | 26                       |
|                          | PSC                      | 25                       |                          | PSC                      | 25                       |
|                          | PVV                      | 22                       |                          | PVV                      | 22                       |
|                          | PRLW-PL                  | 15                       |                          | PRL                      | 15                       |
|                          | FDF-RW                   | 15                       |                          | FDF-RW                   | 15                       |
|                          | Volksunie                | 14                       |                          | Volksunie                | 14                       |
|                          | KPB-PCB                  | 4                        |                          | KPB-PCB                  | 4                        |
|                          | UDRT-RAD                 | 1                        |                          | UDRT-RAD                 | 1                        |
|                          | Vlaams Blok              | 1                        |                          | Vlaams Blok              | 1                        |

## Lijst van de volksvertegenwoordigers
| Volksvertegenwoordiger         | Partij      | Kieskring                 | Taalgroep  | Opmerkingen |
| ------------------------------ | ----------- | ------------------------- | ---------- | --- |
| Leo Tindemans                  | CVP         | Antwerpen                 | Nederlands | |
| Karel Blanckaert               | CVP         | Antwerpen                 | Nederlands | Voorzitter van de CVP-fractie. |
| Herman Suykerbuyk              | CVP         | Antwerpen                 | Nederlands | |
| Frank Swaelen                  | CVP         | Antwerpen                 | Nederlands | |
| Tijl Declercq                  | CVP         | Antwerpen                 | Nederlands | |
| Wivina Demeester               | CVP         | Antwerpen                 | Nederlands | |
| Frans Cauwenberghs             | CVP         | Antwerpen                 | Nederlands | |
| Achiel Smets                   | CVP         | Antwerpen                 | Nederlands | |
| Greta Dielens                  | CVP         | Antwerpen                 | Nederlands | |
| Bob Cools                      | BSP         | Antwerpen                 | Nederlands | |
| Jan Mangelschots               | BSP         | Antwerpen                 | Nederlands | |
| Jos Van Elewyck                | BSP         | Antwerpen                 | Nederlands | |
| Lode Hancké                    | BSP         | Antwerpen                 | Nederlands | |
| Leona Detiège                  | BSP         | Antwerpen                 | Nederlands | |
| Frans Grootjans                | PVV         | Antwerpen                 | Nederlands | Voorzitter van de commissie Buitenlandse Zaken vanaf 18 oktober 1979. |
| Jacky Buchmann                 | PVV         | Antwerpen                 | Nederlands | |
| Karel Poma                     | PVV         | Antwerpen                 | Nederlands | |
| Hugo Schiltz                   | Volksunie   | Antwerpen                 | Nederlands | |
| André De Beul                  | Volksunie   | Antwerpen                 | Nederlands | Secretaris. |
| Karel Dillen                   | Vlaams Blok | Antwerpen                 | Nederlands | |
| Guido Verhaegen                | CVP         | Mechelen                  | Nederlands | |
| Michel Van Dessel              | CVP         | Mechelen                  | Nederlands | |
| Luc Van den Brande             | CVP         | Mechelen                  | Nederlands | |
| Jef Ramaekers                  | BSP         | Mechelen                  | Nederlands | |
| Lucien Van de Velde            | PVV         | Mechelen                  | Nederlands | |
| Joos Somers                    | Volksunie   | Mechelen                  | Nederlands | |
| Jos Dupré                      | CVP         | Turnhout                  | Nederlands | |
| Robert Van Rompaey             | CVP         | Turnhout                  | Nederlands | |
| Renaat Peeters                 | CVP         | Turnhout                  | Nederlands | |
| Francis Tanghe                 | CVP         | Turnhout                  | Nederlands | Quaestor. |
| Jeanne Huybrechts-Adriaensens  | BSP         | Turnhout                  | Nederlands | |
| Jef Sleeckx                    | BSP         | Turnhout                  | Nederlands | |
| Willy Taelman                  | PVV         | Turnhout                  | Nederlands | |
| Renaat Van Elslande            | CVP         | Brussel                   | Nederlands | |
| Rika Steyaert                  | CVP         | Brussel                   | Nederlands | |
| Paul De Keersmaeker            | CVP         | Brussel                   | Nederlands | |
| Achille Diegenant              | CVP         | Brussel                   | Nederlands | |
| Georges Cardoen                | CVP         | Brussel                   | Nederlands | |
| Hugo Weckx                     | CVP         | Brussel                   | Nederlands | |
| Paul Vanden Boeynants          | PSC         | Brussel                   | Frans      | |
| José Desmarets                 | PSC         | Brussel                   | Frans      | Voorzitter van de PSC-fractie tot 15 oktober 1979. |
| Jean-Louis Thys                | PSC         | Brussel                   | Frans      | |
| Charles Van de Put             | PSC         | Brussel                   | Frans      | Vervangt vanaf 9 januari 1980 Fernand Herman, die voltijds lid wordt van het Europees Parlement. |
| Henri Simonet                  | PS          | Brussel                   | Frans      | |
| Hervé Brouhon                  | PS          | Brussel                   | Frans      | Voorzitter van de PS-fractie. |
| Armand Moock                   | PS          | Brussel                   | Frans      | |
| André Degroeve                 | PS          | Brussel                   | Frans      | Voorzitter van de commissie Binnenlandse Zaken tot 18 oktober 1979 en van 18 oktober 1979 tot 23 januari 1980 voorzitter van de commissie Binnenlandse Zaken, Algemene Zaken en Openbaar Ambt. |
| Roger De Wulf                  | BSP         | Brussel                   | Nederlands | |
| Victor Vanderheyden            | BSP         | Brussel                   | Nederlands | |
| August De Winter               | PVV         | Brussel                   | Nederlands | |
| Louis De Grève                 | PVV         | Brussel                   | Nederlands | |
| Georges Mundeleer              | PL          | Brussel                   | Frans      | Secretaris. |
| Vic Anciaux                    | Volksunie   | Brussel                   | Nederlands | Voorzitter van de Volksunie-fractie van 3 april tot 8 september 1979. |
| Jef Valkeniers                 | Volksunie   | Brussel                   | Nederlands | |
| Antoinette Spaak               | FDF         | Brussel                   | Frans      | |
| Léon Defosset                  | FDF         | Brussel                   | Frans      | |
| Roger Nols                     | FDF         | Brussel                   | Frans      | |
| Lucien Outers                  | FDF         | Brussel                   | Frans      | |
| Georges Clerfayt               | FDF         | Brussel                   | Frans      | Quaestor. |
| Basile-Jean Risopoulos         | FDF         | Brussel                   | Frans      | Voorzitter van de FDF-RW-fractie. |
| Michel Parent                  | FDF         | Brussel                   | Frans      | Vervangt vanaf 1 oktober 1981 Pierre Havelange, die uit het FDF stapt en zijn zetel teruggeeft aan zijn partij. Havelange was voorzitter van de commissie Buitenlandse Handel tot 18 oktober 1979. |
| Didier Van Eyll                | FDF         | Brussel                   | Frans      | Vervangt vanaf 13 mei 1981 de overleden François Persoons. |
| Luc Bernard                    | FDF         | Brussel                   | Frans      | |
| Marion Banneux                 | FDF         | Brussel                   | Frans      | |
| Guy Brasseur                   | FDF         | Brussel                   | Frans      | Vanaf 18 oktober 1979 voorzitter van de commissie Tewerkstelling en Arbeid. |
| Louis Van Geyt                 | KPB-PCB     | Brussel                   | Nederlands | |
| Robert Hendrick                | UDRT-RAD    | Brussel                   | Frans      | |
| Mark Eyskens                   | CVP         | Leuven                    | Nederlands | |
| Jaak Henckens                  | CVP         | Leuven                    | Nederlands | Henckens overlijdt op 7 september 1981, maar wordt niet meer vervangen. Hij was tevens tot 18 oktober 1979 voorzitter van de commissie Nationale Opvoeding. |
| Godelieve Devos                | CVP         | Leuven                    | Nederlands | |
| Paul Devlies                   | CVP         | Leuven                    | Nederlands | |
| Henri Boel                     | BSP         | Leuven                    | Nederlands | |
| Louis Tobback                  | BSP         | Leuven                    | Nederlands | Voorzitter van de BSP/SP-fractie. |
| Georges Sprockeels             | PVV         | Leuven                    | Nederlands | |
| Louis Pans                     | PVV         | Leuven                    | Nederlands | |
| Willy Kuijpers                 | Volksunie   | Leuven                    | Nederlands | Quaestor. |
| Raymond Langendries            | PSC         | Nijvel                    | Frans      | Vervangt vanaf 7 juni 1979 Marcel Plasman, die voltijds burgemeester van Nijvel wordt. Langendries is voorzitter van de PSC-fractie vanaf 24 oktober 1980. |
| Geneviève Ryckmans-Corin       | PSC         | Nijvel                    | Frans      | |
| André Jandrain                 | PS          | Nijvel                    | Frans      | Vervangt vanaf 5 december 1979 Alfred Scokaert, die om gezondheidsredenen ontslag neemt. Scokaert was quaestor tot 5 december 1979. |
| Serge Kubla                    | PRLW        | Nijvel                    | Frans      | |
| Louis Michel                   | PRLW        | Nijvel                    | Frans      | |
| Daniel Coens                   | CVP         | Brugge                    | Nederlands | |
| Emmanuel Desutter              | CVP         | Brugge                    | Nederlands | |
| Frank Van Acker                | BSP         | Brugge                    | Nederlands | |
| Albert Claes                   | PVV         | Brugge                    | Nederlands | |
| Raf Declercq                   | Volksunie   | Brugge                    | Nederlands | Vervangt vanaf 21 februari 1980 Pieter Leys, die voltijds schepen van Brugge wordt. |
| Marc Olivier                   | CVP         | Kortrijk                  | Nederlands | |
| Antoon Steverlynck             | CVP         | Kortrijk                  | Nederlands | |
| Francine Demeulenaere-Dewilde  | CVP         | Kortrijk                  | Nederlands | |
| Marc Bourry                    | BSP         | Kortrijk                  | Nederlands | |
| Marcel Vandenhove              | BSP         | Kortrijk                  | Nederlands | |
| André Kempinaire               | PVV         | Kortrijk                  | Nederlands | Secretaris tot 18 mei 1980. |
| Cyriel Marchand                | CVP         | Veurne-Diksmuide-Oostende | Nederlands | Vervangt vanaf 20 mei 1980 Dries Claeys, die uit de nationale politiek stapt. Claeys was quaestor tot 20 mei 1980. |
| Maria Tyberghien-Vandenbussche | CVP         | Veurne-Diksmuide-Oostende | Nederlands | |
| Alfons Laridon                 | BSP         | Veurne-Diksmuide-Oostende | Nederlands | |
| Raoul Bonnel                   | PVV         | Veurne-Diksmuide-Oostende | Nederlands | Secretaris vanaf 20 mei 1980 en tot 18 oktober 1979 voorzitter van de commissie Algemene Zaken en Openbaar Ambt. |
| Emiel Vansteenkiste            | Volksunie   | Veurne-Diksmuide-Oostende | Nederlands | |
| Robert Gheysen                 | CVP         | Roeselare-Tielt           | Nederlands | Secretaris. |
| Erik Vankeirsbilck             | CVP         | Roeselare-Tielt           | Nederlands | Tot 18 oktober 1979 voorzitter van de commissie Openbare Werken. |
| André Bourgeois                | CVP         | Roeselare-Tielt           | Nederlands | |
| Gustaaf Nyffels                | BSP         | Roeselare-Tielt           | Nederlands | Secretaris en tot 18 oktober 1979 voorzitter van de commissie Tewerkstelling en Arbeid. |
| Lode Van Biervliet             | Volksunie   | Roeselare-Tielt           | Nederlands | |
| Paul Breyne                    | CVP         | Ieper                     | Nederlands | |
| Arlette Duclos-Lahaye          | PVV         | Ieper                     | Nederlands | |
| Roger Otte                     | CVP         | Aalst                     | Nederlands | Vanaf 18 oktober 1979 voorzitter van de commissie Onderwijs, Wetenschapsbeleid en Cultuur. |
| Ghisleen Willems               | CVP         | Aalst                     | Nederlands | |
| Marc Galle                     | BSP         | Aalst                     | Nederlands | |
| Paul Van Der Niepen            | BSP         | Aalst                     | Nederlands | |
| Willy Van Renterghem           | PVV         | Aalst                     | Nederlands | |
| Jan Caudron                    | Volksunie   | Aalst                     | Nederlands | |
| Jan Verroken                   | CVP         | Oudenaarde                | Nederlands | Tot 9 oktober 1979 ondervoorzitter en voorzitter van de commissie Volksgezondheid, Gezin en Leefmilieu. |
| Herman De Croo                 | PVV         | Oudenaarde                | Nederlands | Voorzitter van de PVV-fractie tot 18 mei 1980. |
| Albert De Cordier              | PVV         | Oudenaarde                | Nederlands | |
| Wilfried Martens               | CVP         | Gent-Eeklo                | Nederlands | |
| Adhémar d'Alcantara            | CVP         | Gent-Eeklo                | Nederlands | Ondervoorzitter, tot 18 oktober 1979 voorzitter van de commissie Economische Zaken en vanaf 18 oktober 1979 voorzitter van de commissie Bedrijfsleven. |
| Adhémar Deneir                 | CVP         | Gent-Eeklo                | Nederlands | Quaestor vanaf 22 mei 1980. |
| Alfons Coppieters              | CVP         | Gent-Eeklo                | Nederlands | |
| Monique De Weweire             | CVP         | Gent-Eeklo                | Nederlands | |
| Gilbert Temmerman              | BSP         | Gent-Eeklo                | Nederlands | |
| Livien Danschutter             | BSP         | Gent-Eeklo                | Nederlands | |
| Willy De Clercq                | PVV         | Gent-Eeklo                | Nederlands | |
| Emile Flamant                  | PVV         | Gent-Eeklo                | Nederlands | |
| Ignace Van Belle               | PVV         | Gent-Eeklo                | Nederlands | |
| Frans Baert                    | Volksunie   | Gent-Eeklo                | Nederlands | Voorzitter van de Volksunie-fractie tot 3 april 1979. |
| Paul Van Grembergen            | Volksunie   | Gent-Eeklo                | Nederlands | Voorzitter van de Volksunie-fractie vanaf 9 oktober 1979 en tot 18 oktober 1979 voorzitter van de commissie Landbouw. |
| Miet Smet                      | CVP         | Sint-Niklaas              | Nederlands | |
| Lieven Lenaerts                | CVP         | Sint-Niklaas              | Nederlands | |
| Omer De Mey                    | CVP         | Sint-Niklaas              | Nederlands | Vervangt vanaf 11 januari 1979 Robert Blommaert, die verkiest om voltijds schepen van Beveren te blijven. De Mey was tot 18 oktober 1979 voorzitter van de commissie Sociale Voorzorg. |
| Freddy Willockx                | BSP         | Sint-Niklaas              | Nederlands | Vervangt vanaf 13 juni 1979 Aimé Van Lent, die adjunct-provinciegouverneur van Brabant wordt. Van Lent was quaestor tot 13 juni 1979. |
| Jan Lenssens                   | CVP         | Dendermonde               | Nederlands | |
| René Uyttendaele               | CVP         | Dendermonde               | Nederlands | |
| Gustave Boeykens               | BSP         | Dendermonde               | Nederlands | Ondervoorzitter en voorzitter van de commissie Financiën. |
| Frans Verberckmoes             | PVV         | Dendermonde               | Nederlands | Tot 18 oktober 1979 voorzitter van de commissie Middenstand. |
| Philippe Maystadt              | PSC         | Charleroi                 | Frans      | |
| Gérard le Hardÿ de Beaulieu    | PSC         | Charleroi                 | Frans      | |
| Marc Harmegnies                | PS          | Charleroi                 | Frans      | Vervangt vanaf 5 maart 1980 Ernest Glinne, die voltijds lid wordt van het Europees Parlement. |
| André Baudson                  | PS          | Charleroi                 | Frans      | Ondervoorzitter tot 23 januari 1980, een functie die Baudson opnieuw uitoefende vanaf 24 oktober 1980. Baudson was tot 18 oktober 1979 tevens voorzitter van de commissie Verkeerswezen, Posterijen, Telegrafie en Telefonie en van 18 oktober 1979 tot 23 januari 1980 voorzitter van de commissie Infrastructuur. |
| Philippe Busquin               | PS          | Charleroi                 | Frans      | |
| Jean-Claude Van Cauwenberghe   | PS          | Charleroi                 | Frans      | |
| Jacques Van Gompel             | PS          | Charleroi                 | Frans      | |
| Etienne Knoops                 | PRLW        | Charleroi                 | Frans      | Voorzitter van de PRL-fractie vanaf 20 mei 1980. |
| Robert Moreau                  | RW          | Charleroi                 | Frans      | |
| Georges Glineur                | KPB-PCB     | Charleroi                 | Frans      | |
| Albert Liénard                 | PSC         | Bergen                    | Frans      | Vervangt vanaf 3 april 1979 de overleden Adolphe Ducobu. |
| Robert Urbain                  | PS          | Bergen                    | Frans      | |
| Yvon Biefnot                   | PS          | Bergen                    | Frans      | |
| Robert Leclercq                | PS          | Bergen                    | Frans      | |
| Michel Tromont                 | PRLW        | Bergen                    | Frans      | |
| Noëlla Dinant                  | KPB-PCB     | Bergen                    | Frans      | |
| René Jérôme                    | PSC         | Zinnik                    | Frans      | |
| Léon Hurez                     | PS          | Zinnik                    | Frans      | |
| Richard Gondry                 | PS          | Zinnik                    | Frans      | |
| Guy Pierard                    | PRLW        | Zinnik                    | Frans      | |
| Albert Lernoux                 | PSC         | Thuin                     | Frans      | |
| Willy Burgeon                  | PS          | Thuin                     | Frans      | |
| Paul-Henry Gendebien           | RW          | Thuin                     | Frans      | |
| Jean-Pierre Detremmerie        | PSC         | Doornik-Aat-Moeskroen     | Frans      | Vervangt vanaf 3 februari 1981 Robert Devos, die de nationale politiek verlaat. Devos was quaestor tot 3 februari 1981. |
| Pierre Deschamps               | PSC         | Doornik-Aat-Moeskroen     | Frans      | |
| Jean-Baptiste Delhaye          | PS          | Doornik-Aat-Moeskroen     | Frans      | Secretaris tot 24 januari 1980, ondervoorzitter van 24 januari tot 24 oktober 1980 en vanaf 24 oktober 1980 opnieuw secretaris. Vanaf 24 januari 1980 tevens voorzitter van de commissie Binnenlandse Zaken, Algemene Zaken en Openbaar Ambt.                                                                       |
| Jean-Pierre Perdieu            | PS          | Doornik-Aat-Moeskroen     | Frans      | |
| Georgette Brenez               | PS          | Doornik-Aat-Moeskroen     | Frans      | |
| André Bertouille               | PRLW        | Doornik-Aat-Moeskroen     | Frans      | |
| Pierre Maistriaux              | PRLW        | Doornik-Aat-Moeskroen     | Frans      | |
| Frédéric François              | PSC         | Hoei-Borgworm             | Frans      | Quaestor vanaf 19 februari 1981. |
| Edmond Leburton                | PS          | Hoei-Borgworm             | Frans      | |
| Joseph Fiévez                  | RW          | Hoei-Borgworm             | Frans      | Secretaris. |
| Jean-Pierre Grafé              | PSC         | Luik                      | Frans      | |
| Michel Hansenne                | PSC         | Luik                      | Frans      | |
| Ghislain Hiance                | PSC         | Luik                      | Frans      | |
| André Cools                    | PS          | Luik                      | Frans      | |
| Guy Mathot                     | PS          | Luik                      | Frans      | |
| Jean-Maurice Dehousse          | PS          | Luik                      | Frans      | |
| Claude Dejardin                | PS          | Luik                      | Frans      | Tot 18 oktober 1979 voorzitter van de commissie Europese Zaken. |
| Gaston Onkelinx                | PS          | Luik                      | Frans      | Secretaris van 24 januari tot 24 oktober 1980. |
| Alain Van der Biest            | PS          | Luik                      | Frans      | Voorzitter van de commissie Infrastructuur van 24 januari tot 24 oktober 1980. |
| Edmond Rigo                    | PS          | Luik                      | Frans      | |
| Jean Defraigne                 | PRLW        | Luik                      | Frans      | Voorzitter van de PRLW-PL/PRL-fractie tot 20 mei 1980 en parlementsvoorzitter van 20 mei tot 24 oktober 1980. |
| Jean Gol                       | PRLW        | Luik                      | Frans      | |
| Henri Mordant                  | RW          | Luik                      | Frans      | |
| Marcel Levaux                  | KPB-PCB     | Luik                      | Frans      | Voorzitter van de KPB-PCB-fractie. |
| Guillaume Schyns               | PSC         | Verviers                  | Frans      | |
| Melchior Wathelet              | PSC         | Verviers                  | Frans      | |
| Yvan Ylieff                    | PS          | Verviers                  | Frans      | |
| André Damseaux                 | PRLW        | Verviers                  | Frans      | |
| Alfred Evers                   | PRLW        | Verviers                  | Frans      | |
| Luc Dhoore                     | CVP         | Hasselt                   | Nederlands | |
| Georges Beerden                | CVP         | Hasselt                   | Nederlands | |
| Firmin Aerts                   | CVP         | Hasselt                   | Nederlands | |
| Willy Claes                    | BSP         | Hasselt                   | Nederlands | |
| Eddy Baldewijns                | BSP         | Hasselt                   | Nederlands | |
| Alfred Vreven                  | PVV         | Hasselt                   | Nederlands | Voorzitter van de PVV-fractie vanaf 20 mei 1980. |
| Willy Desaeyere                | Volksunie   | Hasselt                   | Nederlands | |
| Lambert Kelchtermans           | CVP         | Tongeren-Maaseik          | Nederlands | Vanaf 9 oktober 1979 ondervoorzitter en voorzitter van de commissie Volksgezondheid, Gezin en Leefmilieu. |
| Mathieu Rutten                 | CVP         | Tongeren-Maaseik          | Nederlands | |
| Chris Moors                    | CVP         | Tongeren-Maaseik          | Nederlands | |
| André Rutten                   | CVP         | Tongeren-Maaseik          | Nederlands | |
| Louis Vanvelthoven             | BSP         | Tongeren-Maaseik          | Nederlands | Quaestor vanaf 14 juni 1979. |
| Fernand Colla                  | PVV         | Tongeren-Maaseik          | Nederlands | Quaestor. |
| Jaak Gabriëls                  | Volksunie   | Tongeren-Maaseik          | Nederlands | |
| Charles-Ferdinand Nothomb      | PSC         | Aarlen-Marche-Bastenaken  | Frans      | Van 3 april 1979 tot 18 mei 1980 parlementsvoorzitter en tot 18 oktober 1979 voorzitter van de commissie Buitenlandse Zaken en Ontwikkelingssamenwerking. |
| Marcel Remacle                 | PS          | Aarlen-Marche-Bastenaken  | Frans      | |
| Louis Olivier                  | PRLW        | Aarlen-Marche-Bastenaken  | Frans      | Ondervoorzitter vanaf 24 oktober 1980 en vanaf 20 mei 1980 voorzitter van de commissie Landsverdediging. |
| Joseph Michel                  | PSC         | Neufchâteau-Virton        | Frans      | Voorzitter van de PSC-fractie van 17 oktober 1979 tot 24 oktober 1980 en parlementsvoorzitter vanaf 24 oktober 1980. |
| Henri Pierret                  | PSC         | Neufchâteau-Virton        | Frans      | Secretaris. |
| Emile Wauthy                   | PSC         | Dinant-Philippeville      | Frans      | |
| Roger Delizée                  | PS          | Dinant-Philippeville      | Frans      | |
| Charles Cornet d'Elzius        | PRLW        | Dinant-Philippeville      | Frans      | |
| Léon Remacle                   | PSC         | Namen                     | Frans      | Ondervoorzitter van 20 mei tot 24 oktober 1980 en voorzitter van de commissie Justitie. |
| Robert Marchal                 | PSC         | Namen                     | Frans      | |
| Robert Denison                 | PS          | Namen                     | Frans      | Quaestor vanaf 6 december 1979. |
| Bernard Anselme                | PS          | Namen                     | Frans      | |
| Charles Poswick                | PRLW        | Namen                     | Frans      | Tot 18 mei 1980 ondervoorzitter en voorzitter van de commissie Landsverdediging. |